# Hollands U/16-fodboldlandshold
Hollands U/-16 fodboldlandsholdHollands landshold for fodboldspillere, som er under 16 år og administreres af Koninklijke Nederlandse Voetbalbond (KNVB).